# JuVaughn Harrison
JuVaughn Krishna Harrison, tidigare Blake, född den 30 april 1999 i Huntsville i Alabama, är en amerikansk friidrottare som tävlar i höjdhopp och längdhopp.

## Karriär
Harrison studerade vid Louisiana State University och tävlade då för LSU Tigers. Han blev amerikansk collegemästare utomhus i både höjdhopp och längdhopp 2019 och han upprepade den bedriften inomhus våren 2021. Vid det senare tillfället blev han historisk som den första någonsin att både ha hoppat minst 2,30 meter i höjdhopp och minst 8,45 meter i längdhopp.
Han kvalificerade sig för olympiska sommarspelen 2020 i Tokyo (som hölls 2021 på grund av covid-19-pandemin) i både höjdhopp och längdhopp, något som ingen amerikansk man lyckats med sedan Jim Thorpe var med i båda grenarna vid olympiska sommarspelen 1912 i Stockholm. I OS kom Harrison femma i längdhopp och sjua i höjdhopp.
Vid världsmästerskapen i friidrott 2023 i Budapest tog Harrison silver i höjdhopp efter ett hopp på 2,36 meter.
Harrison deltog i höjdhopp vid olympiska sommarspelen 2024 i Paris, men tog sig inte till final.

## Tävlingar

### Nationella
| - Amerikanska friidrottsmästerskapen / OS-uttagningarna (utomhus): - 2021: Guld – Höjdhopp (2,33 meter, Eugene) - 2021: Guld – Längdhopp (8,47 meter, Eugene) - 2022: Silver – Höjdhopp (2,30 meter, Eugene) - 2023: Guld – Höjdhopp (2,26 meter, Eugene) - 2023: Brons – Längdhopp (8,08 meter, Eugene) | - Amerikanska friidrottsmästerskapen (inomhus): - 2022: Guld – Höjdhopp (2,28 meter, Spokane) - 2022: Brons – Längdhopp (8,05 meter, Spokane) |

## Personliga rekord
| Utomhus - Höjdhopp – 2,36 meter (College Station, 14 maj 2021) - Längdhopp – 8,47 meter (Eugene, 27 juni 2021) | Inomhus - Höjdhopp – 2,32 meter (Hustopeče, 5 februari 2022) - Längdhopp – 8,45 meter (Fayetteville, 12 mars 2021) |